# Margareta Abrahamsson
Ingela Margareta Abrahamsson, född Larsson 5 augusti 1940 i Älvsborgs kbfd, Västra Frölunda församling, död 6 augusti 2011 i Göteborgs Carl Johans församling, var en svensk vissångerska och sångtextförfattare.
Abrahamsson var utbildad förskollärare. Hon hade rötterna i den göteborgska vistraditionen, började redan på 1950-talet att fascineras av visor och Cornelis Vreeswijk kom att bli en av hennes förebilder. Hon debuterade på puben Sven Dufva i Haga med gitarren om halsen. År 1977 bildade hon visgruppen Andra bullar som fanns kvar till 1990 och gav ut två LP-skivor 1979 och 1981. I många år arbetade hon som lärare vid Nordiska Visskolan i Kungälv. Hennes första och enda egna skiva Ja-Ja-Män! kom 1993. Hon belönades med Lasse Dahlquist-stipendiet 1995.